# Veneti (Gallië)

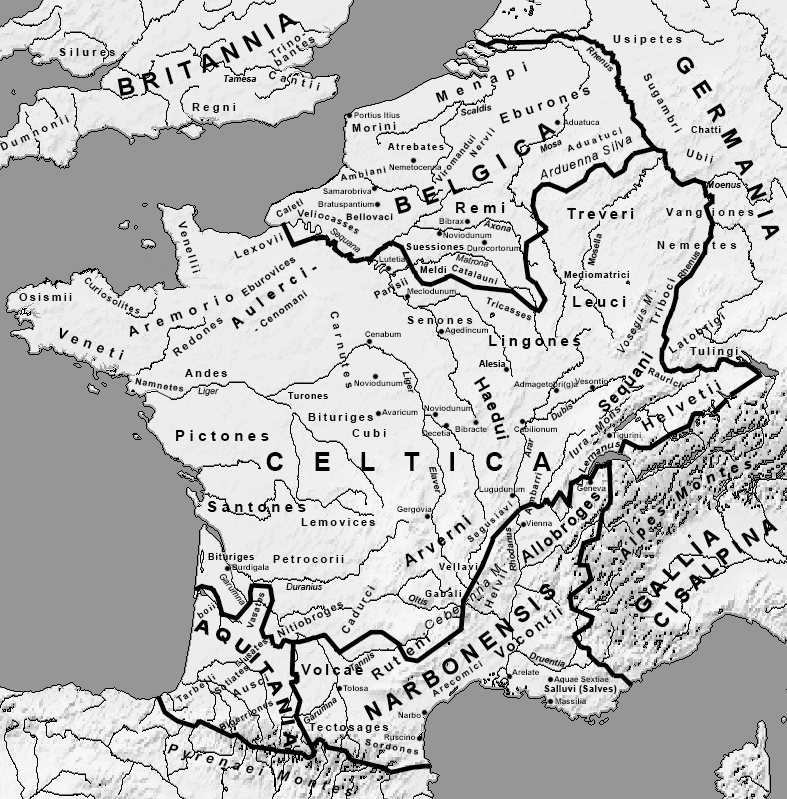
Gallië rond 54 v.Chr., met het gebied van de Veneti aangegeven

De Veneti waren een Gallische volksstam, die ten tijde van hun onderwerping in 57 v.Chr. door Julius Caesar woonden aan de Golf van Morbihan, aan de zuidkust van het Armoricaans schiereiland, in het huidige Bretagne. 
Ten westen van hun leefgebied woonden de Osismii, ten noorden de Coriosolitae, ten oosten en ten zuidoosten, tussen de rivieren de Vilaine en de Loire, respectievelijk de Redones en de Namnetes. 
De Veneti waren een zeevarend volk, die hun versterkingen vestigden op rotsen aan de kust, die bij vloed eilanden vormden en bij eb als schiereiland met de kust werden verbonden. Hun belangrijkste vestigingsplaats en waarschijnlijk de hoofdplaats van de Veneti was Darioritum, het huidige Vannes, dat haar naam aan haar stichters ontleent.
Hun schepen fabriceerden de Veneti van eikenhout en duimdikke ijzeren spijkers en voorzagen ze van lederen zeilen met ijzeren kettingen als schoten. Deze stevige, goed gebouwde schepen konden de krachtige Atlantische winden en golven weerstaan.

## De Venetische Oorlog
In 57 v.Chr. werden de Veneti, gezamenlijk met de andere Gallische stammen aan de Atlantische kust, door Julius Caesar onderworpen. Zij werden daarbij naar Romeins gebruik verplicht hun loyaliteit te betonen door verdragen met de Romeinen te sluiten en door hen gijzelaars mee te geven. Een jaar later echter overmeesterden de Veneti enkele in hun omstreken foeragerende Romeinse officieren, met de bedoeling om ze te ruilen voor de Venetische gijzelaars in Romeinse handen. Caesar beschouwde deze gijzelneming als ontoelaatbare verdragbreuk en maakte zich op voor een veldtocht tegen de Veneti, door hem in zijn verslaglegging ervan de Venetische Oorlog genoemd.
Gezien de goed verdedigbare Venetische versterkingen langs de kust, werden aanvallen over land gedwarsboomd door het opkomende tij en werd het zeeleger op de rotsen gevangen als de zee wegebde. Desondanks slaagde Caesar’s leger er in om pieren en belegeringswerken aan te leggen om hun legioenen een uitvalsbasis te bieden. Zodra de Veneti echter werden bedreigd bij de ene versterking, gebruikten zij hun vloot om naar de volgende versterking te evacueren, waardoor de Romeinen zich genoodzaakt zagen om hun staaltje ingenieurskunst elders weer te herhalen. 
Aangezien de vernietiging van de Venetische vloot de enige manier was om een permanent einde te maken aan dit probleem, gaf Caesar zijn mannen opdracht schepen te bouwen. Zijn galeien waren echter sterk in het nadeel ten opzichte van de aanzienlijk zwaarder gebouwde schepen van de Veneti. Deze schepen konden ramaanvallen weerstaan en waren door hun hogere boorden moeilijk aan de enterhaken te slaan, waardoor ze ook geen Romeinse enteringen te duchten hadden. Door de hogere boorden waren de Galliërs  bovendien in het voordeel bij een projectielgevecht. Met de kennis van de Veneti van de Armoricaanse kusten en getijden, bevonden de Romeinen zich in een lastig, zo niet onmogelijk parket.
Deze voordelen voldeden echter niet tegenover de Romeinse volharding en vindingrijkheid. Caesar's legaat Decimus Junius Brutus Albinus kreeg het bevel over de Romeinse vloot en slaagde erin een beslissende zeeslag in om de Gallische vloot te vernietigen. Door gebruik te maken van sikkelachtige haken aan lange stokken, vielen de Romeinen aan op de touwen tussen mast en ra. Bij het doorsnijden van deze touwen werden de zeilen onbruikbaar. Omdat de Galliërs geen roeiers gebruikten, lagen hun schepen vervolgens stuurloos in het water, onbeschermd tegen Romeinse wraakneming. De Venetische vloot werd weggevaagd, waarna de overwinning op de Veneti slechts een kwestie van tijd was. Caesar rekende genadeloos af met de Veneti, executeerde hun leiders en verkocht de volledige stam in slavernij.